# Don Cherry (musicien)
Pour les articles homonymes, voir Don Cherry et Cherry.
 (janvier 2021).
Si vous disposez d'ouvrages ou d'articles de référence ou si vous connaissez des sites web de qualité traitant du thème abordé ici, merci de compléter l'article en donnant les références utiles à sa vérifiabilité et en les liant à la section « Notes et références ».
Don Cherry, né le 18 novembre 1936 à Oklahoma City dans l’Oklahoma et mort le 19 octobre 1995 à Malaga en Espagne, d'un cancer et d'une hépatite, est un trompettiste de jazz américain connu entre autres pour son association avec les saxophonistes Ornette Coleman et Albert Ayler.

## Biographie
Né à Choctaw dans Oklahoma City, Don Cherry déménage et grandit à Los Angeles en Californie. Entouré d’une famille de musiciens (sa mère et sa grand-mère jouaient du piano et son père possédait un club de musique à Tulsa) c’est à l’âge de quatre ans qu’il commence à jouer de la trompette. Le reste de sa vie, il jouera du cornet de poche (lui permettant d’obtenir un son ouvert et silencieux) , pour ensuite s’initier au donso N’goni, sorte de harpe d’origine malienne. Du point de vue stylistique, il commencera son apprentissage en jouant du bebop comme la plupart des jeunes musiciens de son époque .
Dans les années 1950, il rencontre le saxophoniste Ornette Coleman dans un magasin de disque. C’est avec ce dernier qu’il atteint la notoriété dans le milieu du jazz. Plus tard, il jouera avec des musiciens tout aussi notoires que les saxophonistes Sonny Rollins, Albert Ayler ou Archie Shepp .Il ne cessera d’incorporer dans ses morceaux, un mélange de bebop teinté d’influences musicales du Moyen-Orient, d’Afrique traditionnelle et d’Inde. À la fin de la même période il jouera dans le quintet du pianiste Paul Bley .
Dans les années 1960, il co-dirige le New York Contemporary Five à New York. C’est à la même époque que le groupe sort l'album phare Something Else !!!, mais également The Shape of Jazz to Come et Free Jazz qui marquera le début du mouvement musical Free Jazz . Par la suite, il vit quelques années en Europe, plus précisément à Paris, et à Stockholm où il rencontrera sa future femme Moki Cherry.
Entre 1970 et 1980, il rejoint successivement les « disciples » de Coleman : Dewey Redman, Charlie Haden, et Ed Blackwell dans le groupe Old and New Dreams puis le groupe de world jazz Codona, composé du percussionniste Naná Vasconcelos et du joueur de sitar et de tabla Colin Walcott, qui enregistre trois albums pour le prestigieux label ECM.
En 1984, il fonde le groupe Nu et continuera à faire des enregistrements jusque dans les années 90.
Don Cherry étudia le bouddhisme tibétain, fréquente la Naropa University (en). Son lien à la spiritualité de l'Inde et du Tibet s'entend dans certaines de ses œuvres dont Brown Rice et Relativity Suite.
Don Cherry meurt en 1995, à Malaga (Espagne), d’un cancer du foie à l’âge de 58 ans .

### Famille et vie privée
Sa belle-fille Neneh Cherry et son fils Eagle-Eye Cherry sont tous deux des musiciens mondialement reconnus.
Sa femme, Moki Cherry, également connue, est une artiste et designer suédoise.

## Discographie

### En tant que leader
- 1961 : The Avant-Garde (Atlantic) avec John Coltrane
- 1965 : Togetherness (Durium)
- 1965 : Complete Communion (Blue Note)
- 1966 : Symphony for Improvisers (Blue Note)
- 1966 : Where Is Brooklyn? (Blue Note)
- 1966 : Live at Cafe Montmartre 1966 (ESP-disk)
- 1968 : Eternal Rhythm (MPS)
- 1969 : Mu (BYG) avec Ed Blackwell
- 1969 : Live in Ankara (Sonet)
- 1970 : Human Music (Flying Dutchman) avec Jon Appleton
- 1971 : Orient (BYG)
- 1971 : Blue Lake (BYG)
- 1972 : Organic Music Society (Caprice)
- 1973 : Relativity Suite avec the Jazz Composer's Orchestra (JCOA)
- 1973 : Eternal Now (Sonet)
- 1975 : Brown Rice (Horizon)
- 1976 : Hear & Now (Atlantic)
- 1982 : El Corazón (ECM) avec Ed Blackwell
- 1985 : Home Boy (Barclay)
- 1988 : Art Deco (A&M)
- 1991 : Multikulti (A&M)
- 1993 : Dona Nostra (ECM)

En association
- Avec Old and New Dreams
  - Old and New Dreams (Black Saint, 1976)
  - Old and New Dreams (ECM, 1979)
  - Playing (ECM, 1980)
  - A Tribute to Blackwell (Black Saint, 1987)
- Avec Codona
  - Codona (ECM, 1979)
  - Codona 2 (ECM, 1981)
  - Codona 3 (ECM, 1983)

### En tant que sideman
- Avec Ornette Coleman
  - Something Else!!!! (Contemporary, 1958)
  - Tomorrow Is the Question! (Contemporary, 1959)
  - The Shape of Jazz to Come (Atlantic, 1959)
  - Change of the Century (Atlantic, 1960)
  - Twins (Atlantic, 1959-60 [1971])
  - The Art of the Improvisers (Atlantic, 1959-61 [1970])
  - To Whom Who Keeps a Record (Atlantic, 1959-60 [1975])
  - This Is Our Music (Atlantic, 1960)
  - Free Jazz: A Collective Improvisation (Atlantic, 1960)
  - Ornette! (Atlantic, 1961)
  - Ornette on Tenor (Atlantic, 1961)
  - Crisis (Impulse!, 1969)
  - Science Fiction (Columbia, 1971)
  - Broken Shadows (Columbia, 1971 [1982])
  - In All Languages (Caravan of Dreams, 1987)
- Avec the New York Contemporary Five
  - Consequences (Fontana, 1963)
  - Archie Shepp & the New York Contemporary Five Vol. 1 (Sonet, 1963)
  - Archie Shepp & the New York Contemporary Five Vol. 2 (Sonet, 1963)
  - Bill Dixon 7-tette/Archie Shepp and the New York Contemporary Five (Savoy, 1964)
- Avec Albert Ayler
  - Ghosts (Debut, 1964) - also released as Vibrations
  - The Hilversum Session (Osmosis, 1964)
  - New York Eye and Ear Control (ESP, 1965)
- Avec Carla Bley
  - Escalator over the Hill (JCOA, 1971)
- Avec Paul Bley
  - Live at the Hilcrest Club 1958 (Inner City, 1958 [1976])
  - Coleman Classics Volume 1 (Improvising Artists, 1958 [1977])
- Avec Charles Brackeen
  - Rhythm X (Strata-East, 1973)
- Avec Charlie Haden
  - Liberation Music Orchestra (Impulse!, 1969)
  - The Golden Number (1976) (one track)
  - The Ballad of the Fallen (ECM, 1986)
  - The Montreal Tapes: with Don Cherry and Ed Blackwell (Verve, 1989 [1994])
- Avec Clifford Jordan
  - In the World (Strata-East, 1969 [1972])
- Avec Steve Lacy
  - Evidence (New Jazz, 1962)
- Avec Michael Mantler
  - The Jazz Composer's Orchestra (ECM, 1968)
- Avec Sonny Rollins
  - Our Man in Jazz (RCA Victor, 1962)
- Avec George Russell
  - George Russell Sextet at Beethoven Hall (MPS, 1965)
- Avec Sun Ra
  - Hiroshima (1983)
  - Stars That Shine Darkly (1983)
  - Purple Night (A&M, 1990)
  - Somewhere Else (Rounder, 1993)
- Avec d'autres
  - Krzysztof Penderecki & The New Eternal Rhythm Orchestra - Actions (Philips, 1971)
  - Alejandro Jodorowsky et Ronald Frangipane - The Holy Mountain Original Soundtrack (1973)
  - Steve Hillage - L (1976)
  - Collin Walcott - Grazing Dreams (ECM, 1977)
  - Latif Khan - Music/Sangam (1978)
  - Johnny Dyani - Song For Biko (1978)
  - Lou Reed - The Bells (1979)
  - Bengt Berger - Bitter Funeral Beer (ECM, 1981)
  - Rip Rig + Panic - I am Cold (1982)
  - Bengt Berger Bitter Funeral Beer Band - Live In Frankfurt (1982)
  - Dag Vag - Almanacka (1983)
  - Frank Lowe - Decision in Paradise (Soul Note, 1984)
  - Heiner Goebbels / Heiner Müller, The Man in the Elevator (1989)
  - Jai Uttal - Footprints (1990)
  - Ed Blackwell Project - Vol. 2: "What It Be Like?" (1992) (one track)

### Filmographie
- Don Cherry, documentaire de Jean-Noël Delamarre, Horace Dimayot, Philippe Gras, Natalie Perrey, 17 min, 1967